# 胸斑海猪鱼
胸斑海猪鱼（学名：Halichoeres melanochir），又名黑斑海猪鱼、黑腕海豬魚、黑貓仔、小娘子、黑烈仔、礫仔、汕虎仔,为輻鰭魚綱鱸形目隆头鱼科海猪鱼属的鱼类。

## 分布
本魚分布于西太平洋區，包括日本、臺灣、菲律賓、澳洲、印尼等海域。该物种的模式产地在Lampinigan岛。

## 特徵
本魚體側扁，體色變化大。幼魚體呈灰白色，體側具數條灰黑縱帶，背鰭、胸鰭基部與尾柄各具一黑斑；成魚漸變為灰綠色或綠褐色，每一鱗片均具深色緣，特徵是胸鰭基部的黑斑極為明顯，尾部截形，體長可達18公分。

## 生態
本魚棲息於岩礁平台區，夜晚潛沙而眠，屬肉食性，以小型無脊椎動物為食，具性轉變。

## 經濟利用
可食用，但多做為觀賞魚。